# Scuola di amministrazione alberghiera della Cornell University
La scuola di amministrazione alberghiera della Cornell University (Cornell University School of Hotel Administration) è una scuola di specializzazione in economia del Samuel Curtis Johnson Graduate School of Management facente parte della Cornell University, un'università privata della Ivy League situata a Ithaca, New York. Fondata nel 1922, è stata la prima scuola interuniversitaria quadriennale al mondo dedicata alla gestione del settore alberghiero.
Il programma di studi universitari in amministrazione aziendale è uno dei soli tre programmi della Ivy League accreditati dall'Association to Advance Collegiate Schools of Business (AACSB). Gli studenti della scuola alberghiera sono chiamati Hotelies e i corsisti provengono da tutto il mondo per seguire le lezioni in località come Ithaca, Bruxelles, Singapore e visite in loco a Las Vegas e New York.

## Storia

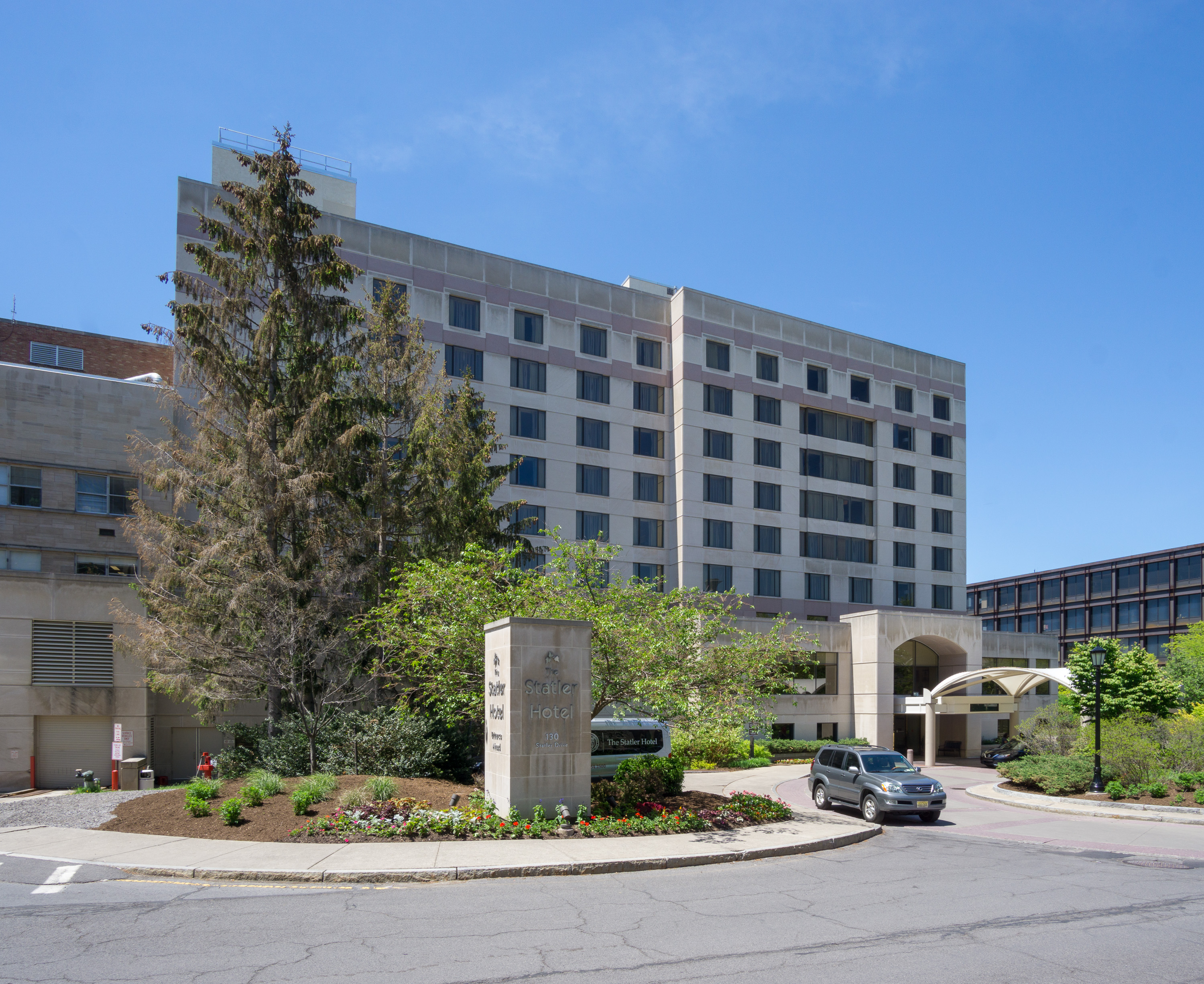
Ingresso dello Statler Hotel su Statler Drive

La costituzione della scuola fu in gran parte creata dal professor Howard B. Meek. Egli fu sostenuto nei suoi sforzi dagli albergatori di New York, alcuni dei quali testimoniarono ad Albany, sollecitando la legislatura a stanziare 11000 $ all'anno per la scuola. Edward M. Tierney dell'Ansonia Hotel dichiarò: "C'è scarsità di personale alberghiero competente e un corso del genere alla Cornell avrebbe l'approvazione e la cooperazione degli albergatori di tutto il Paese[...] La guerra ha portato un grande cambiamento nel personale alberghiero, e l'atteggiamento di servilismo di un tempo è stato sostituito da un servizio efficiente e dalla cortesia. I giovani entrano nel settore alberghiero proprio come farebbero con quello bancario, ferroviario o aziendale, per trovare un futuro in esso, e l'albergatore deve offrire le stesse attrattive di retribuzione e avanzamento di carriera."
Nel 1927, in occasione della seconda conferenza annuale dell'Hotel Ezra Cornell, Meek convinse uno scettico Ellsworth Milton Statler del valore del progetto; Statler dichiarò: "Sono convertito. Meek può avere tutto ciò che vuole". Statler e sua moglie divennero i principali benefattori della scuola, donando alla fine un totale di oltre 10 milioni di dollari. Nel 1950, la scuola fu trasformata da una parte della Cornell's School of Home Economics (ora School of Human Ecology), un college statale, in un'unità separata e sovvenzionata della Cornell.
Nel 1948, la fondazione Statler finanziò la costruzione dello Statler Inn composto da 50 stanze e dell'edificio adiacente, chiamato Statler Hall. L'edificio ospitava anche il consiglio di facoltà della Cornell. L'Auditorium Alice Statler da 750 posti è stato aggiunto all'estremità meridionale nel 1956. Nel 1986, lo Statler Inn originale fu abbattuto e sostituito dall'attuale Statler Hotel & J. Willard Marriott Executive Education Center, con 150 stanze. Lo Statler Hotel è l'unico albergo del campus e ha subito un'ulteriore ristrutturazione nel 2006, portando il numero di stanze a 153.
Il 28 gennaio 2016, il consiglio di amministrazione della Cornell ha autorizzato la progettazione e l'attuazione di un piano per una università di economia e commercio, comprendente le tre scuole accreditate dell'università: la Nolan School of Hotel Administration (SHA), la Charles H. Dyson School of Applied Economics and Management (Dyson) e la Samuel Curtis Johnson Graduate School of Management (Johnson). La nuova università di economia e commercio ha iniziato a ricevere iscrizioni nell'autunno del 2016.

## Profilo

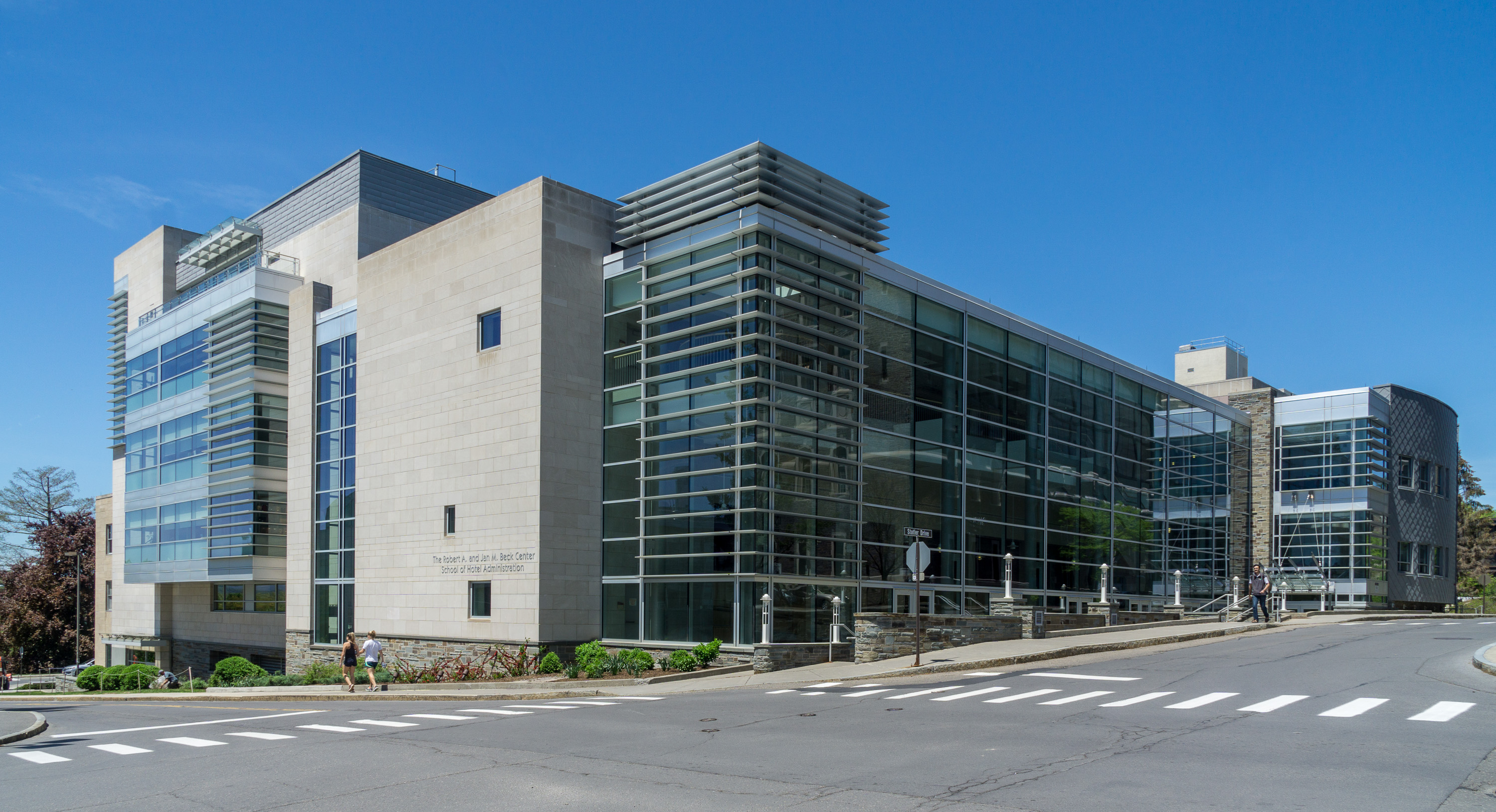
L'aggiunta del Robert A. e Jan M. Beck Center alla Statler Hall è stata inaugurata nel 2004

Nel 2011 la scuola ha ammesso 895 studenti universitari e 67 laureati, provenienti da quasi 50 Paesi; è il secondo college universitario più piccolo della Cornell. Il suo programma di studi comprende tutti gli aspetti della gestione aziendale generale, con particolare attenzione alla gestione alberghiera. Sebbene non sia obbligatorio, molti studenti scelgono di lavorare presso lo Statler Hotel per integrare la loro formazione scolastica.
Nel 1954, Conrad Hilton, che era strettamente associato alla scuola dopo che la sua società aveva acquistato la catena alberghiera Statler, la definì "la più grande scuola alberghiera del mondo". In seguito, nel 1969, decise di fondare l'Hilton College of Hotel and Restaurant Management presso l'università di Houston.
In un articolo di Newsweek del 2007 che definiva la Cornell la "Hottest Ivy" (la più attrattiva delle Ivy), la scuola veniva citata come "considerata la migliore al mondo". La scuola è stata classificata dalla rivista CEOWORLD come la scuola di gestione alberghiera e della ristorazione numero 1 al mondo nel 2015.

## Statler Hotel
Lo Statler Hotel, situato al centro del campus della Cornell, dispone di 153 camere e funge anche da strumento didattico principale per la Nolan School of Hotel Administration. Ogni anno più di 200 studenti della scuola lavorano a fianco di professionisti in una serie di attività alberghiere e di ristorazione.
Lo Statler Hotel è stato premiato per cinque anni consecutivi con il Four Diamond Award dalla AAA tra il 2011 e il 2015. Nel gennaio 2020, Arthur Keith, dirigente dell'hotel, è stato nominato nuovo direttore generale.

## Nella cultura di massa
Tra gli albergatori immaginari si annoverano:
- nel romanzo Absurdistan di Gary Shteyngart, un direttore d'albergo frequenta la Cornell University Nolan School of Hotel Administration perché è l'unica scuola della Ivy League a cui è stato ammesso;
- nel film Dirty Dancing - Balli proibiti, Neil si è laureato alla Cornell School of Hotel Management;
- nella serie televisiva Veep - Vicepresidente incompetente, Gary Walsh dice di essersi laureato in gestione alberghiera alla Cornell University.